# Werft C. Lühring
Die C. Lühring Schiffswerft war eine Werft in Hammelwarden, heute Brake (Unterweser), die von 1870 bis 1988 bestand und in dieser Zeit rund 390 Stahlschiffe und 60 Holzschiffe ablieferte.

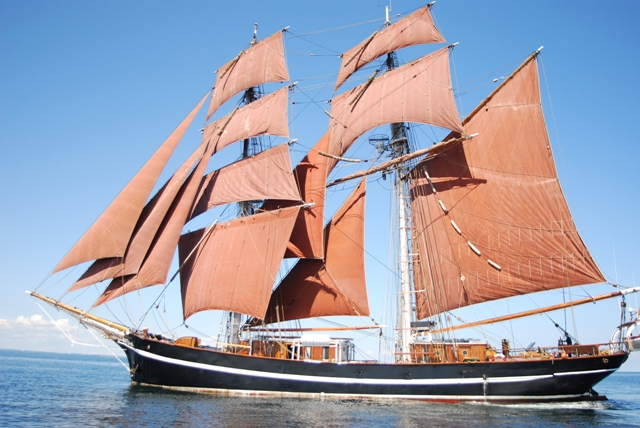
Eye of the Wind, 1911 als Gaffelschoner Friedrich vom Stapel der Werft gelaufen. Im Bild zur Brigg umgetakelt

Der Namensgeber Conrad Lühring übernahm in den Jahren 1870 bis 1873 die Werft vom Vorbetreiber H. Eylers. Bis 1905 liefen dort fast ausschließlich Segelschiffe wie Barken, Schonerbriggs, Gaffelschoner, Ewer, Tjalken und Dreimastschoner vom Stapel. Die Schiffe hatten in der Vermessung eine große Bandbreite von 50 bis 725 Registertonnen und waren alle hölzern.

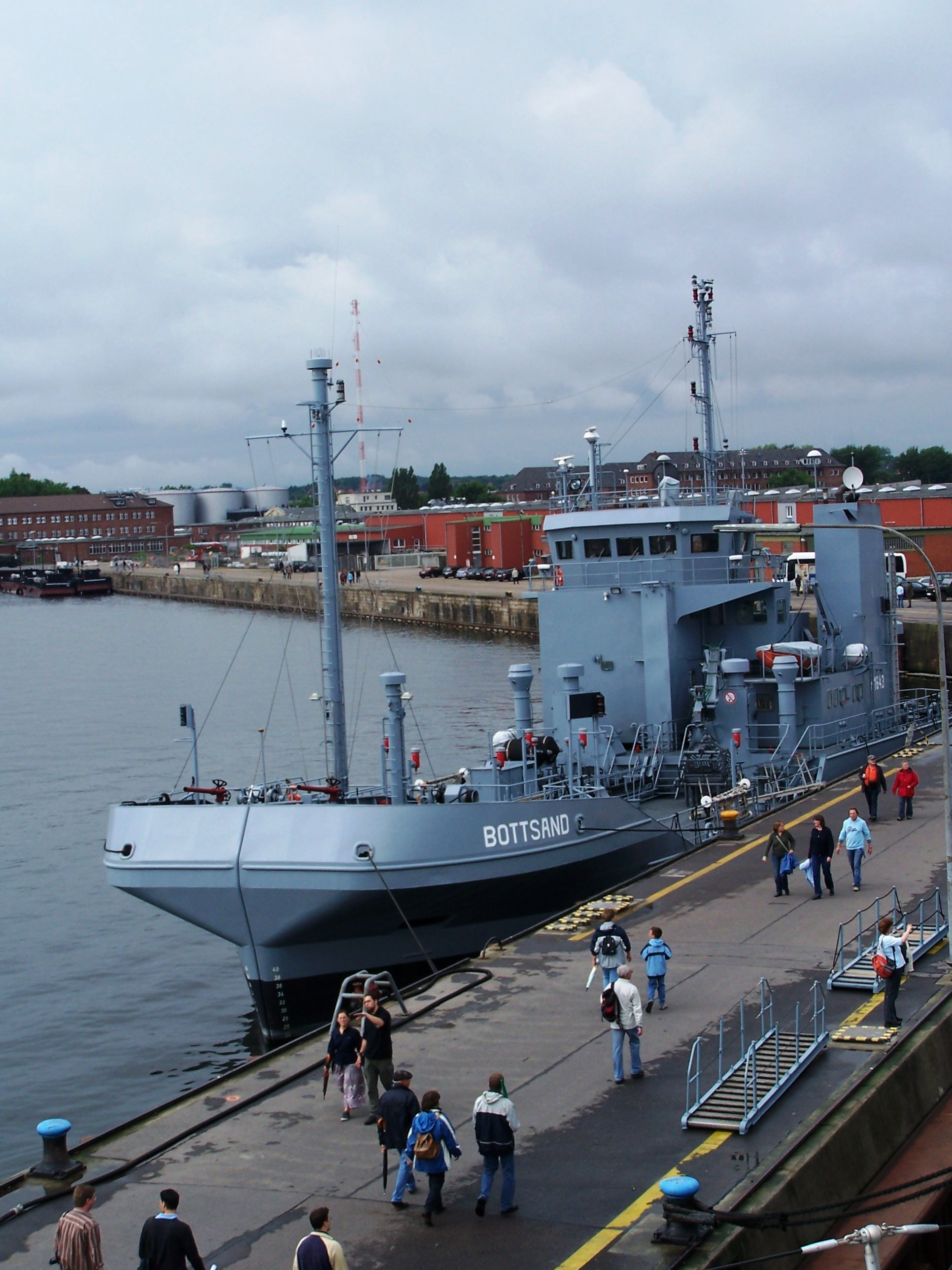
Ölauffangschiff Bottsand von der C. Lühring Schiffswerft

Um die Jahrhundertwende führten Lührings Söhne Hinrich und Friedrich Wilhelm den Eisenschiffbau ein, Dampfmaschinen und Dieselmotoren ergänzten die Segel. Der um 1900 abgelieferte und nur von Dampf angetriebene Schlepper Vorwärts bildete zunächst eine Ausnahme. Ab 1907 wurden dann mehrere Dampflogger mit einer Vermessung von 140 BRT an die Braker Heringsfischerei abgeliefert, ab 1911 mehrere Motorlogger an die gleiche Gesellschaft, später auch an die Bremen-Vegesacker Fischerei-Gesellschaft. Insgesamt wurden 33 Heringslogger, davon acht Segel-, sechs Dampf- und neunzehn Motorlogger gebaut. Motorschoner gehörten in dieser Zeit ebenfalls zum Bauprogramm, sie wurden ab den 1930er Jahren dann zunehmend von Küstenfrachtern bis 250 BRT und größeren Frachtern bis 500 BRT abgelöst.
Im Zweiten Weltkrieg wurden Fähren, Provianttransporter und Prahme für die Kriegsmarinewerft Wilhelmshaven gebaut. Eingesetzt wurden dabei auch russische Kriegsgefangene, Zwangsarbeiter sowie dienstverpflichtete deutsche Frauen. Ab 1948 wurden vorwiegend Frachter bis 500 BRT an viele verschiedene Reeder vorwiegend aus dem norddeutschen Raum und den skandinavischen Ländern geliefert, allerdings waren auch so exotische Schiffe wie Flugzeugtransporter, Salztransportschiffe und Bananenleichter dabei.
1956 erweiterte sich die Werft durch Übernahme des Geländes der Fa. Strenge & Sohn, das bereits seit 1925 brach gelegen hatte.
Auch kleine Fähren und Fahrgastschiffe wurden vereinzelt gebaut. Der 1975 abgelieferte Tanker Ekfors mit rund 4200 BRT zählte zu den größten Schiffen. Bekannt wurden die Ölauffangschiffe THOR sowie Bottsand und Eversand, die in den 1980er Jahren auf der Werft entstanden.
1988 musste die Werft schließen.
2017 pachtete die Elsflether Werft das Gelände mit dem Plan, eine Niederlassung einzurichten. Im Februar 2020 wurde das Gelände an das in Weiden in der Oberpfalz ansässige Unternehmen Hermann Maschinenbautechnologie verkauft, das es für das Geschäftsfeld Stahlwasserbau nutzen will.

## Schiffe der Werft
Die folgende Auflistung ist eine unvollständige Auswahl der von C. Lühring gebauten Schiffe:
- Gaffelschoner Friedrich, 1911, heute betrieben als Eye of the Wind
- Tanker Ekfors, 1975: zählte mit rund 4200 BRT zu den größten Schiffen
- Schwergutfrachter Gloria Virentium, 1977[4]
- Ölauffangschiff THOR, 1981
- Ölauffangschiffe der Bottsand-Klasse: Bottsand (Y 1643), 1984, und Eversand (Y 1644), 1988